# Cihuatlán
Cihuatlán là một đô thị thuộc bang Jalisco, México. Năm 2005, dân số của đô thị này là 30241 người.